# 張道藩
張 道藩（ちょう どうはん）は中華民国（台湾）の政治家・教育者。中国国民党のCC派幹部で、反共・抗日の文芸政策を推進したことで知られる。旧名は道隆。字は衛之。

## 事跡

### 留学時代
1914年（民国3年）に盤県高等小学を卒業し、小学教員などを務めた。1916年（民国5年）、中華革命党に加入したが、宣誓直後に諸事情で天津に移ったため、党証などを受け取ることはできなかったという。その後、天津の南開学校（後の南開大学）に入学し、課外でも英語と日本語を学んだ。
1919年（民国8年）11月、張道藩は勤工倹学でフランスに向かうことになり、その出発の直前に上海で孫文と対面している。翌年1月、ロンドンに到着したが、本来の目的地フランスでは就業が困難であると判断し、イギリスにそのまま留まった。事前の勉強を経て、1921年9月にロンドン大学スレード美術学校で初の中国人学生となる。1923年、ロンドンで知り合った邵元沖の勧めもあって、中国国民党に加入した。1924年、美術学部を卒業している。同年、張道藩はフランスに赴き、パリのエコール・デ・ボザールに入学し、引き続き芸術を学んだ。このとき、徐悲鴻などの芸術家とも同学として交流している。

### CC派への加入
1926年（民国15年）5月に張道藩は帰国し、同年秋、広東省政府農工庁庁長の劉紀文の招聘を受け、その秘書となった。11月、国民党中央組織部部長代理の陳果夫の目に留まり、その指示を受けて張は貴州に戻り、貴州省党部の建設に従事する。しかし、貴州省政府主席周西成は国民党中央勢力が貴州省へ浸透することを嫌悪していた。そのため1927年（民国16年）5月、張は周により「赤化の嫌疑」をもって逮捕され、監禁・拷問を受けてしまう。地元有力者の斡旋もあって10月に釈放されたが、もはや貴州で活動はできず、張は上海へ逃れた。
この経過もあって、張道藩は陳果夫・陳立夫から目をかけられることになり、以後、CC派の一員となっていく。1928年（民国17年）3月、中央組織部秘書に任ぜられ、10月には南京市政府秘書長となった。翌1929年（民国18年）3月、国民党第3回全国代表大会に出席し、中央執行委員候補に選出されている。11月、江蘇省党部整理委員となり、1930年（民国19年）8月には青島大学教務長に任ぜられた。12月、浙江省政府教育庁庁長となり、その翌年4月には党中央組織部副部長となっている。
ところが満州事変勃発後、張道藩は蔣介石の攘外安内政策を支持したために国内学生の反発を買い、杭州の住居を破壊される憂き目に遭っている。これもきっかけで、張は一時すべての職を退き、蔣介石の個人秘書に転じた。1932年（民国21年）5月、南京に成立した中国文芸社で張道藩は理事となる。その後、中華全国美術会理事長となり、また、南京戯劇学校を創設するなどして、反共宣伝のための各種文芸活動を積極的に展開した。
同年11月、張道藩は国民政府交通部常務次長に任ぜられる。1935年（民国24年）11月には党第5回全国代表大会で中央執行委員に選出され、その翌年には内政部次長に転じた。

### 日中戦争での活動

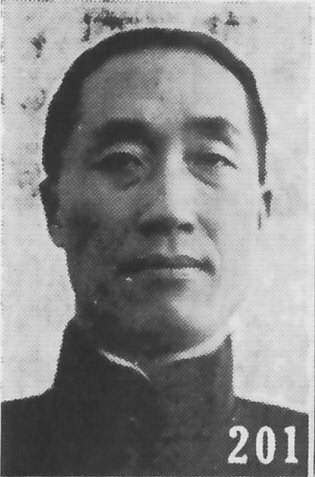
張道藩別影
『最新支那要人伝』(1941年)

日中戦争が勃発すると、張道藩は前線の将兵を鼓舞・慰労するために、劇団や合唱団の派遣などを行っている。1938年（民国27年）、陳立夫が国民政府教育部部長と党中央社会部長を兼任すると、張が教育部常務次長、党中央社会部次長となった。また、中央宣伝部文化運動委員会主任委員にも任ぜられたが、これは抗日宣伝だけでなく、郭沫若率いる文化工作委員会への対抗も任務としている。翌年9月には陳兄弟の推薦で中央政治学校教育長となり、校長の蔣介石を補佐した。
1942年（民国31年）、蔣介石・宋美齢夫妻のインド訪問に張道藩も随行し、ジャワハルラール・ネルーとの会談で書記を務めた。帰国後の12月、張は党中央宣伝部長に昇進し、翌年9月には党海外部部長に移る。1944年（民国33年）には、対日戦の前線となった貴州省へ赴き、戦災民の救済事業に従事した。その翌年4月に、侍従室第2処副主任に起用され、陳布雷を補佐して機密事案の主管にあたっている。

### 晩年

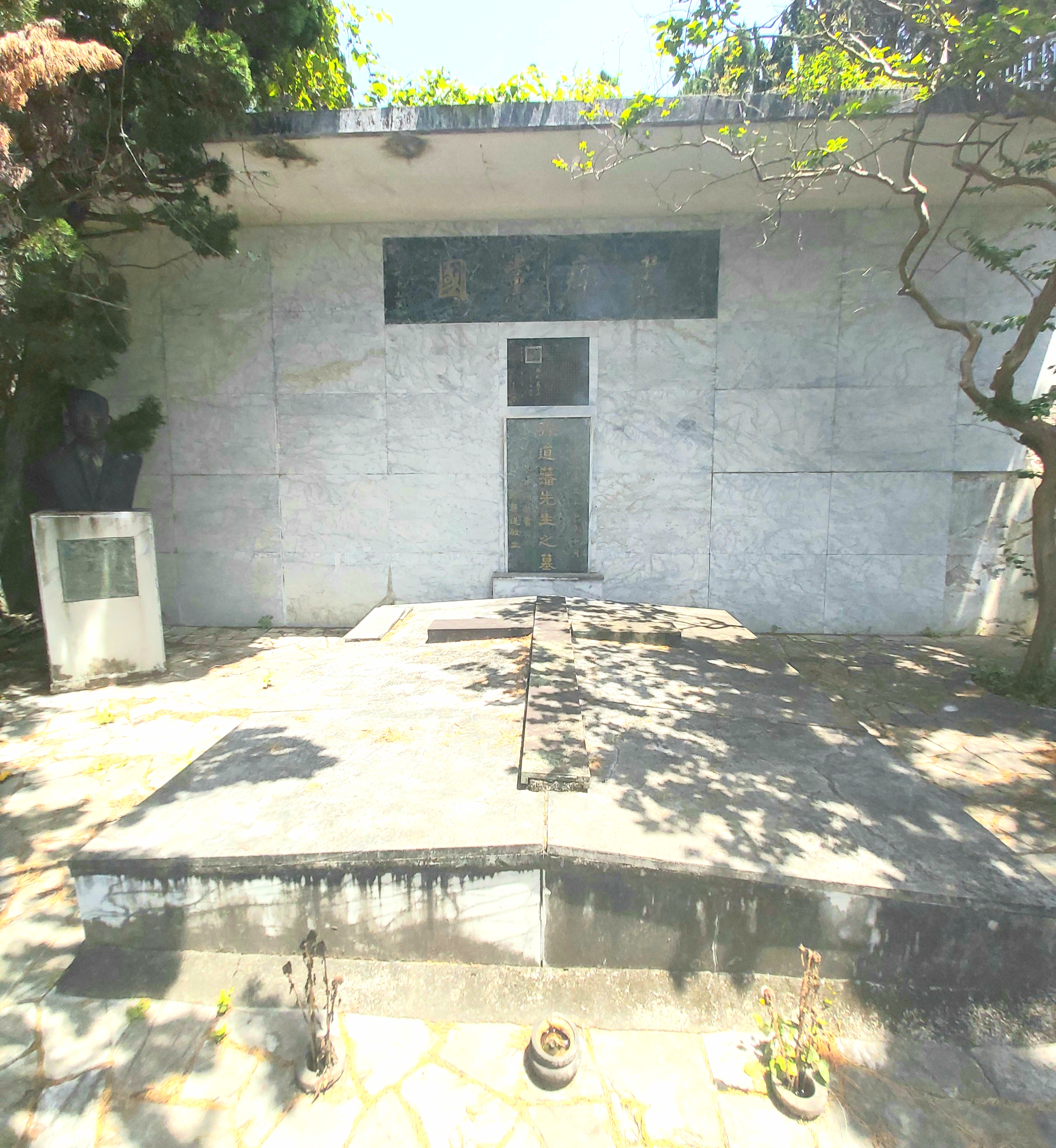
張道藩墓

戦後の1946年（民国35年）に、張道藩は中央電影企業公司を創設し、その理事長となる。1948年（民国37年）3月、党中央訓練団が設立した民間芸術訓練班で指導委員会主任に任ぜられた。同年冬、立法委員となる。
国共内戦後、張道藩は台湾に移り、引き続き反共のための文芸活動展開に従事した。『中華日報』と中国広播公司の董事長を務め、中国文芸教会を創設して常務理事になるなどしている。政治的にも、1950年（民国39年）に中央改造委員会委員に任ぜられ、国民党改革を推進した。1952年（民国41年）3月には立法院長に任ぜられ、1961年（民国52年）まで務めている。1953年（民国42年）以降、第7期から第9期まで党中央常務委員に選出された。なお1956年（民国45年）4月に日本を訪問し、靖国神社を参拝している。当時は問題のA級戦犯を祭っていなかった。
1968年（民国57年）6月12日、台北市にて病没。享年72（満70歳）。